# Mutěnice u Strakonic

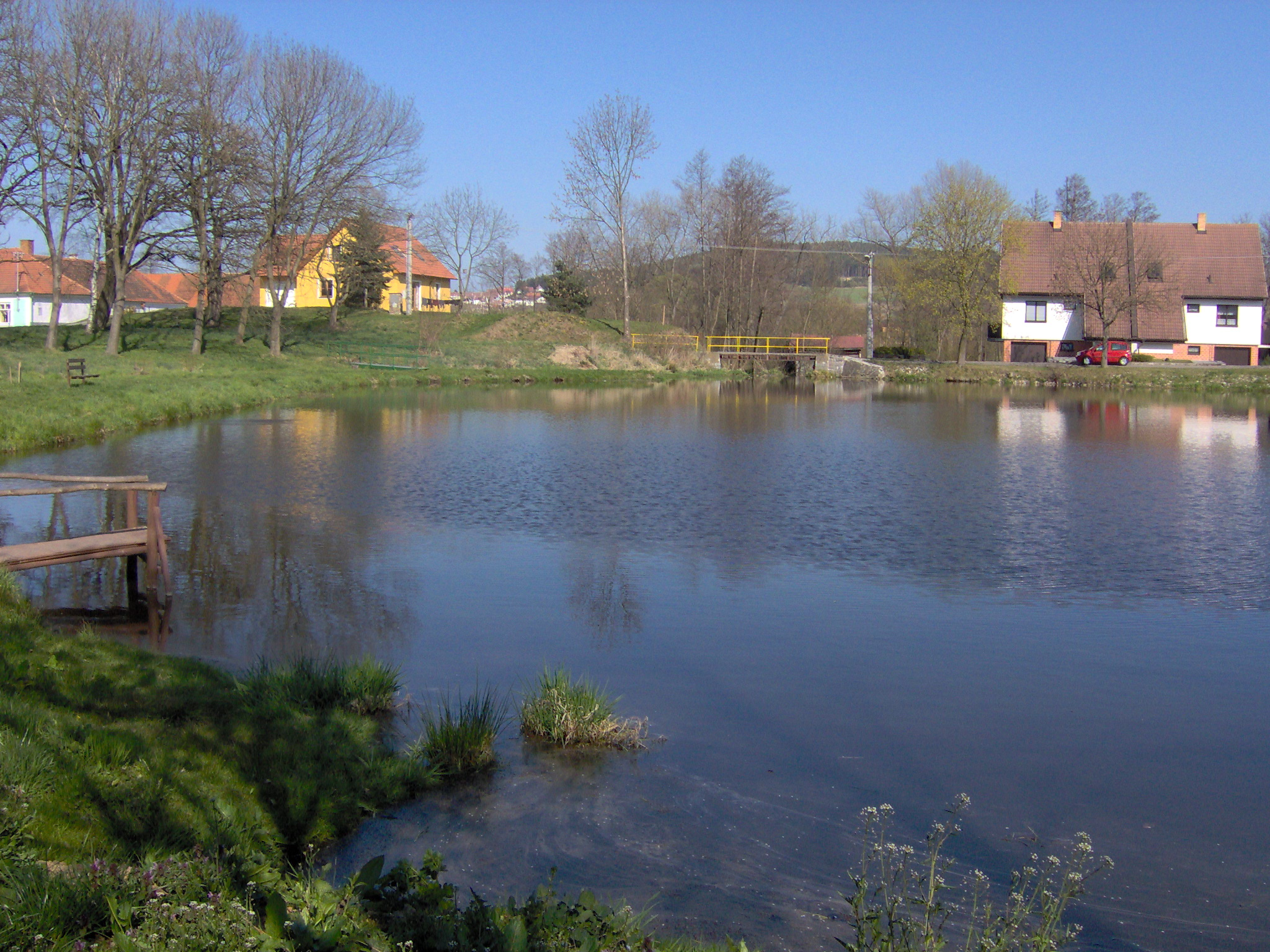
Teich in Mutěnice

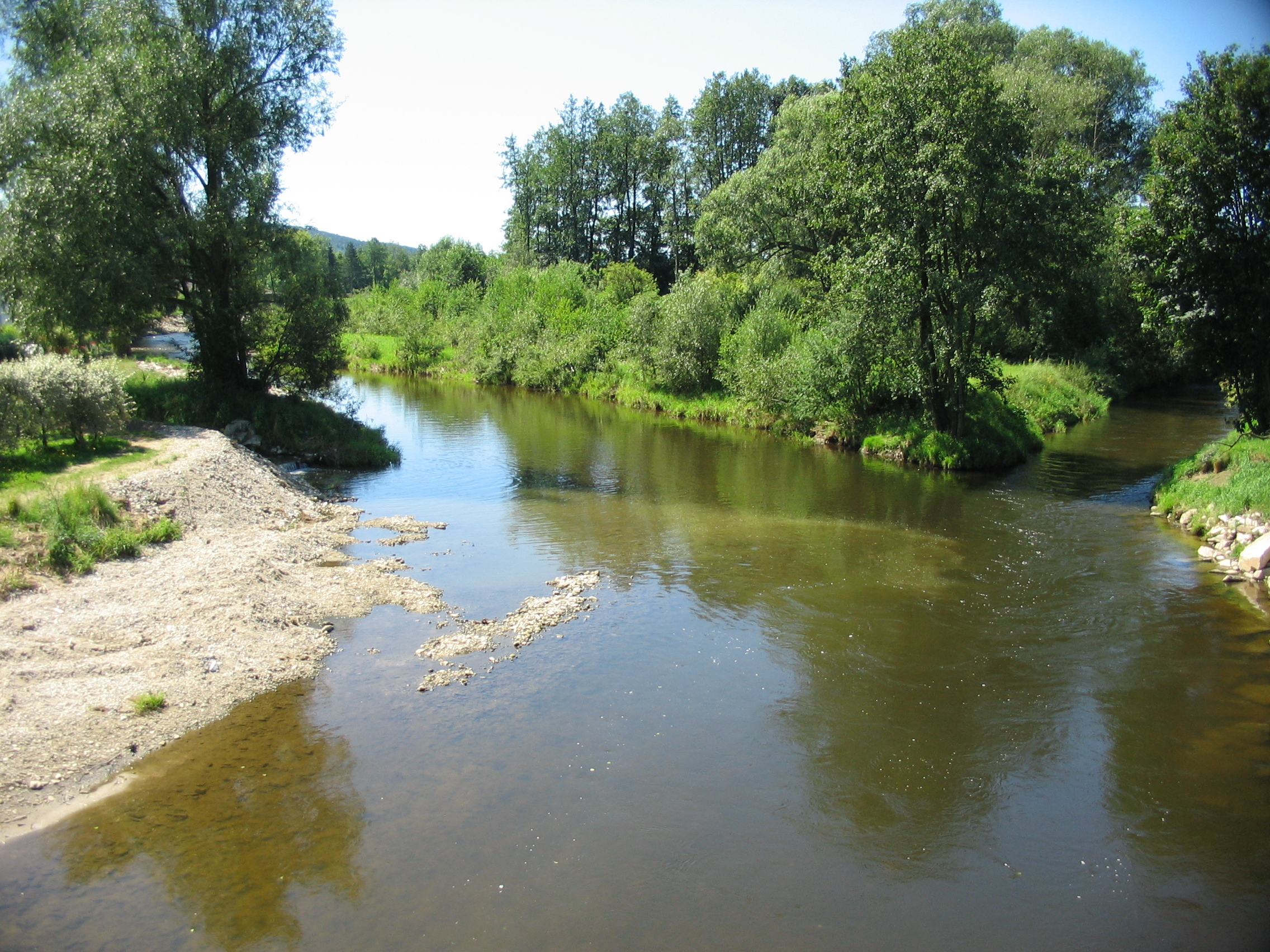
Mündung des Smiradický potok in die Volyňka

Mutěnice (deutsch Muttenitz) ist eine Gemeinde in Tschechien. Sie liegt zwei Kilometer südlich von Strakonice in Südböhmen und gehört zum Okres Strakonice.

## Geographie

### Geographische Lage
Mutěnice befindet sich im Vorland des Böhmerwaldes. Das Dorf erstreckt sich am linken Ufer der Volyňka an der Einmündung des Baches Smiradický potok. Östlich erhebt sich die Velká Kakada (564 m), südwestlich die Hradiště (604 m), der Kbíl (664 m) und die Kamenná bába (557 m) sowie im Westen der V Holí (435 m). Westlich erstreckt sich ein Teichgebiet mit dem Velkoholský rybník und fünf weiteren Teichen.

### Gemeindegliederung
Für die Gemeinde Mutěnice sind keine Ortsteile ausgewiesen.

### Nachbargemeinden
Nachbarorte sind Kalvárie, Stará Valcha und Strakonice im Norden, Přední Ptákovice im Nordosten, Nebřehovice im Osten, Zadní Ptákovice und Kapsova Lhota im Südosten, Radošovice und Přední Zborovice im Süden, Libětice und Sousedovice im Südwesten, Lhota u Svaté Anny, Drachkov und V Holí im Westen sowie Pracejovice, Střela und Virt im Nordwesten.

## Geschichte
Die erste schriftliche Erwähnung von Mutinitze erfolgte im Jahre 1243 als Bavor I. von Strakonitz und seine Frau Dobislawa das Dorf zusammen mit weiteren Gütern dem von ihnen bei der Kirche des hl. Prokop in Strakonitz eingerichteten förmlichen Konvent des Malteserordens schenkten. Im Jahre 1840 bestand Mutienitz/Mutěnice aus 23 Häusern mit 146 Einwohnern. Im Dorf gab es einen herrschaftlichen Meierhof und Hammelhof sowie eine Dominikalmühle mit Brettsäge. Pfarrort war Strakonitz. Bis zur Mitte des 19. Jahrhunderts blieb das Dorf immer nach Strakonitz untertänig.
Nach der Aufhebung der Patrimonialherrschaften bildete Mutěnice/Mutienitz ab 1850 einen Ortsteil der Gemeinde Radošovice in der Bezirkshauptmannschaft und dem Gerichtsbezirk Strakonice. In der zweiten Hälfte des 19. Jahrhunderts entstanden eine Ziegelei, ein Fluoritbruch sowie eine Fesfabrik. Im Jahre 1887 löste sich Mutenice von Radošovice los und bildete eine eigene Gemeinde. Der Ortsname wurde zum Ende des 19. Jahrhunderts wieder in Mutěnice geändert. Zu dieser Zeit wurde der Fluoritbruch stillgelegt. Mit Beginn des Jahres 1974 wurde das Dorf nach Strakonice eingemeindet. Nach einem Referendum wurde Mutěnice am 1. Jänner 1992 wieder eigenständig.

## Kultur und Sehenswürdigkeiten
- Kapelle aus der zweiten Hälfte des 19. Jahrhunderts, sie wurde in den Jahren 2004–2005 saniert.
- Bildstock
- Gedenktafel für František Suchý am Haus Nr. 1

## Söhne und Töchter der Gemeinde
- František Suchý (1860–1910), Pomologe